# Wiener Blut
Pour les articles homonymes, voir Wiener.
Wiener Blut op. 354 ou (Sang viennois, aussi traduit par Esprit viennois, en français) de Johann Strauss II (fils) (1825-1899) est une célèbre valse romantique viennoise pour orchestre symphonique, composée en 1873 pour le mariage de l'archiduchesse Gisèle d'Autriche, fille aînée de l'empereur. Elle donne son nom à l'opérette Sang viennois en trois actes, créée à Vienne en 1899.

## Histoire

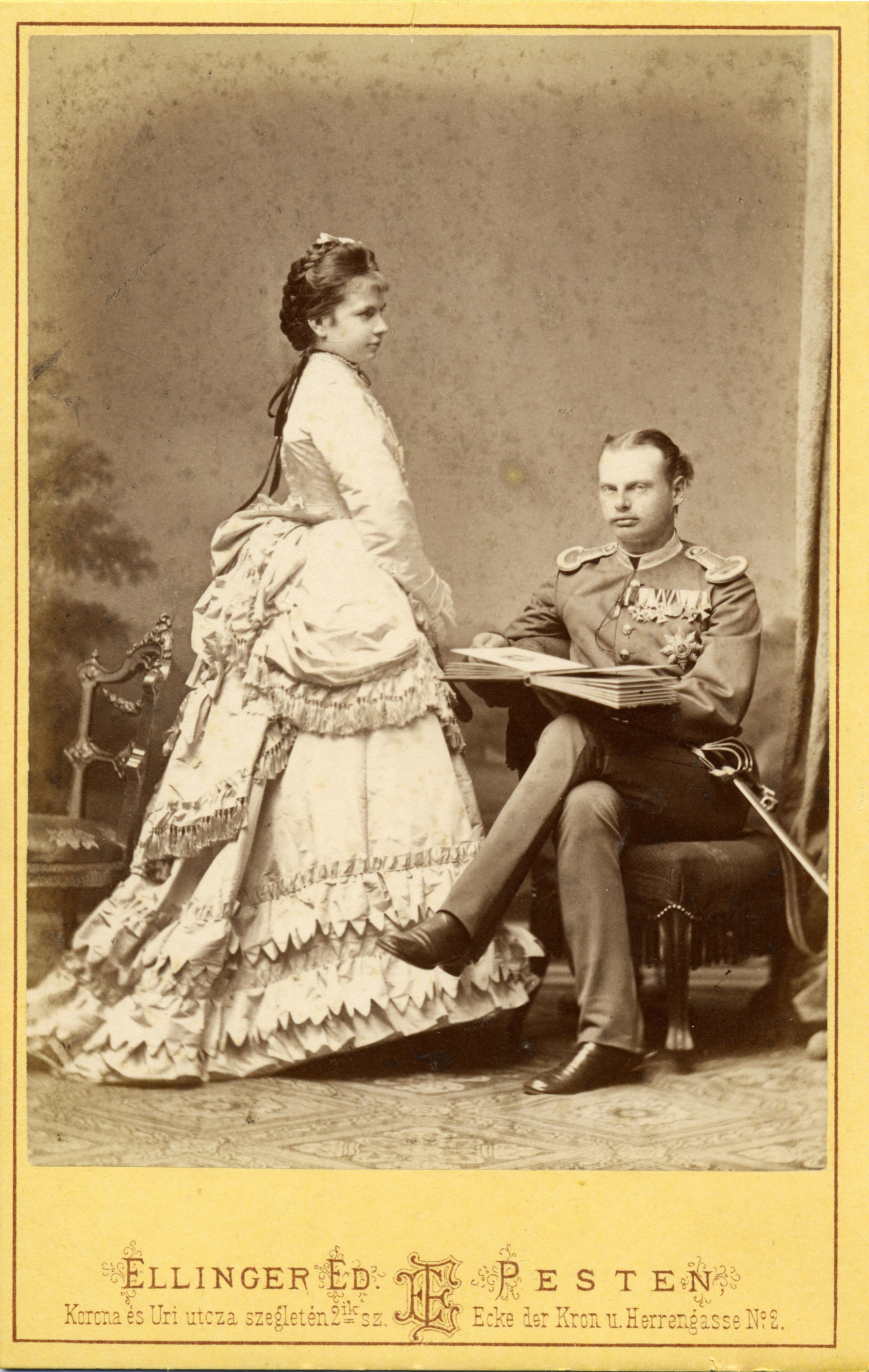
La princesse-archiduchesse Gisèle d'Autriche et le prince Léopold de Bavière en 1872

Ayant succédé à son père à la place de directeur de la musique de bal de la cour de l'empire d'Autriche-Hongrie du Saint-Empire romain germanique (KuK Hofballmusikdirektor), Johann Strauss II compose cette valse pour le mariage au palais de Hofburg, de l'archiduchesse Gisèle d'Autriche (seconde fille de l’empereur François-Joseph Ier et de l'impératrice Sissi) avec le prince Léopold de Bavière.
Elle est créée le 22 avril 1873 par l'Orchestre philharmonique de Vienne, dirigé par Johann Strauss II lui-même, à la première, dans la célèbre salle de concert Musikverein de Vienne.
Elle donne son nom vingt-six ans plus tard à l'opérette Wiener Blut en trois actes, livret de Victor Léon et Leo Stein, incorporant des compositions antérieures de Johann Strauss arrangées par Adolf Müller junior, créée le 26 octobre 1899 au théâtre Carltheater de Vienne (quatre mois après la disparition du compositeur).

## Durée
Sa durée d'exécution est d'environ 12 minutes. Elle peut varier légèrement selon l'interprétation musicale du chef d'orchestre.

## Interprétations notables
La pièce est jouée lors du célèbre concert du nouvel an à Vienne les années suivantes : 
- 1941 et 1951, sous la direction de Clement Kraus ;
- 1955, 1958, 1960 et 1971, sous la direction de Willi Boskovsky ;
- 1980 et 1984, sous la direction de  Lorin Maazel ;
- 1990, sous la direction de  Zubin Mehta ;
- 2002, sous la direction de Seiji Ozawa.

## Réutilisation musicale

### Au cinéma
- 1941 : Soupçons, d'Alfred Hitchcock
- 1942 : Wiener Blut, de Willi Forst, film musical autrichien du cinéma allemand
- 2011 : Sherlock Holmes : Jeu d'ombres, de Guy Ritchie

### Dans la musique
- 1899 : Wiener Blut, opérette en trois actes, livret de Victor Léon et Leo Stein, arrangée par Adolf Müller junior
- Wiener Blut, chanson du groupe allemand Rammstein (concernant l'affaire Fritzl)
- Wiener Blut et Hoch wie nie, albums du chanteur autrichien Falco